# كريستيان رولاند كروز
كريستيان رولاند كروز (بالإنجليزية: Cristian Rolando Cruz) هو لاعب كرة قدم أمريكي، ولد في 2 يناير 1995.